# Alloperla fraterna
Alloperla fraterna är en bäcksländeart som beskrevs av Theodore Henry Frison 1935. Alloperla fraterna ingår i släktet Alloperla och familjen blekbäcksländor. Inga underarter finns listade i Catalogue of Life.